# Entombed (jeu vidéo)
Entombed est un jeu vidéo d’action-aventure développé et publié par Ultimate Play the Game sur Commodore 64 en 1985. Il est le deuxième volet de la série Pendragon, faisant suite à The Staff of Karnath, créée par Dave et Bob Thomas. Dans le jeu, le joueur incarne Sir Arthur Pendragon, un aventurier piégé dans une tombe égyptienne dont il doit s’échapper avant d’être à court d’oxygène. Comme dans son prédécesseur, les graphismes du jeu sont rendus en 3D isométrique. À sa sortie, le jeu est bien accueilli par la presse spécialisée, les critiques saluant son gameplay et ses graphismes. Il a bénéficié de deux suites, Blackwyche et Dragon Skulle, publiées en 1985.

## Accueil
| Entombed                 |      |       |
| Média                    | Pays | Notes |
| Zzap!64                  | US   | 93%   |
| Computer and Video Games | US   | 80%   |
| Computer Gamer           | US   | 3/5   |